# Ronde van Spanje 2019/Achttiende etappe
De achttiende etappe van de Ronde van Spanje 2019 werd verreden op 12 september tussen Colmenar Viejo en Becerril de la Sierra. De etappe voerde over vier niet te onderschatten cols. Na de Puerto de Cotos hadden de renners nog een plateau en een afdaling om eventueel verloren tijd goed te maken. Sergio Higuita hield als enige van de vluchters stand en won de etappe. 
| Colmenar Viejo – Becerril de la Sierra (177,5 km) |                    |                               |          |
| Plaats                                            | Naam               | Ploeg                         | Tijd     |
| 1                                                 | Sergio Higuita     | EF Education First            | 4u33'09" |
| 2                                                 | Primož Roglič      | Team Jumbo-Visma              | + 15"    |
| 3                                                 | Alejandro Valverde | Movistar Team                 | z.t.     |
| 4                                                 | Rafał Majka        | BORA-hansgrohe                | z.t.     |
| 5                                                 | Miguel Ángel López | Astana Pro Team               | + 17"    |
| 6                                                 | Carl Fredrik Hagen | Lotto Soudal                  | + 1'16"  |
| 7                                                 | Louis Meintjes     | Team Dimension Data           | z.t.     |
| 8                                                 | Nairo Quintana     | Movistar Team                 | z.t.     |
| 9                                                 | Tadej Pogačar      | UAE Team Emirates             | z.t.     |
| 10                                                | Óscar Rodríguez    | Euskadi Basque Country-Murias | + 3'47"  |
|                                                   |                    |                               |          |
| 16                                                | Wilco Kelderman    | Team Sunweb                   | + 4'50"  |
| 28                                                | Dylan Teuns        | Bahrain-Merida                | + 11'46" |

| Algemeen klassement |                    |                       |           |
| Plaats              | Naam               | Ploeg                 | Tijd      |
| Rode trui           | Primož Roglič      | Team Jumbo-Visma      | 71u16'54" |
| 2                   | Alejandro Valverde | Movistar Team         | + 2'50"   |
| 3                   | Nairo Quintana     | Movistar Team         | + 3'31"   |
| 4                   | Miguel Ángel López | Astana Pro Team       | + 4'17"   |
| 5                   | Tadej Pogačar      | UAE Team Emirates     | + 4'49"   |
| 6                   | Rafał Majka        | BORA-hansgrohe        | + 7'46"   |
| 7                   | Wilco Kelderman    | Team Sunweb           | + 9'46"   |
| 8                   | Carl Fredrik Hagen | Lotto Soudal          | + 11'50"  |
| 9                   | James Knox         | Deceuninck–Quick-Step | + 12'44"  |
| 10                  | Marc Soler         | Movistar Team         | + 21'09"  |
|                     |                    |                       |           |
| 13                  | Dylan Teuns        | Bahrain-Merida        | + 23'58"  |

1e etappe ·
2e etappe ·
3e etappe ·
4e etappe ·
5e etappe ·
6e etappe ·
7e etappe ·
8e etappe ·
9e etappe ·
10e etappe ·
11e etappe ·
12e etappe ·
13e etappe ·
14e etappe ·
15e etappe ·
16e etappe ·
17e etappe ·
18e etappe ·
19e etappe ·
20e etappe ·
21e etappe
Startlijst · Eindstanden · Afbeeldingen